# Шифроване
Шифроване, шифриране или криптиране е промяната на данни, например текст, от форма на четлив текст в някакъв неподлежащ на разчитане вид. Обратното преобразуване в първоначалния му вид се нарича дешифриране. За целта се използват различни математически алгоритми. Това се прави с цел да се осъществи безопасното съхранение или предаване на тези данни по незащитен информационен път.

## Видове
Съществуват 2 основни типа шифроване в зависимост от използваните ключове:
- симетрично – алгоритъмът (шифриращият ключ), който се използва за шифроване, е един и същ за 2-те страни на комуникация
- асиметрично – използват се 2 ключа – публичен и частен. Първият е достъпен по принцип за всички, които имат интерес за разшифроване на информацията, докато частният се съхранява единствено от притежателя му

## Приложение
- в информационните технологии за провеждането на безопасни трансакции между различни сървъри.
- във военното дело за предаването на секретна информация
- в мобилната телефония при преноса на гласови данни
- при съхранението и предаването на данни за вътрешна или междуфирмена употреба

## В литературата
Шифроването е описано в различни литературни произведения – например в романите за Шерлок Холмс или загадъчният Ръкопис на Войнич, който според някои от изследователите му съдържа смислен текст на някой от европейските езици, умишлено приведен в нечитаем вид с помощта на някакъв шифър.